# Stanley Falkow
Stanley Falkow, PhD, (Albany, 24 de janeiro de 1934 - 5 de maio de 2018) foi um microbiólogo e professor de microbiologia e imunologia da Faculdade de Medicina da Universidade de Stanford. Por vezes, ele é citado como o pai da patogênese microbiana molecular, que é o estudo de como micróbios infectuosos e células hospedeiras interagem para causar doenças a nível molecular. Ele formulou os postulados moleculares de Koch, que guiam o estudo de determinantes microbianos desde o fim da década de 1980.
Recebeu o Medalha de Ouro Albert B. Sabin de 1999.